# Ley de masas
La ley de masas o ley de acción de masas establece que para una reacción química reversible, en equilibrio a una temperatura constante, debe existir una relación constante entre concentraciones de reactivos y productos. La ley fue enunciada en 1864 por los científicos noruegos Cato Maximilian Guldberg y Peter Waage, y debe su nombre al concepto de masa activa, lo que posteriormente se conoció como actividad.
En una reacción química elemental y homogénea, cuando la variación de energía de Gibbs dG = 0, es decir, en el equilibrio, se cumple que

{\displaystyle K^{\circ }=\prod _{i}a_{i,{\rm {eq}}}^{\nu _{i}}},

donde K° es la constante de equilibrio, ai,eq es la actividad de la i-ésima especie química en el equilibrio y νi es el coeficiente estequiométrico de la i-ésima especie química en el equilibrio.
La constante también se puede definir tal que

{\displaystyle K^{\circ }=\exp \left(-{\frac {\Delta _{\rm {r}}G^{\circ }}{RT}}\right)},

donde ΔrG° es la energía de Gibbs estándar de la reacción, R la constante de los gases ideales y T la temperatura.